# Napoleon Dzwonkowski
Napoleon Dzwonkowski (ur. 14 lipca 1924 w Chudzewie, zm. 1 września 2001 we Włocławku) – polski lekkoatleta, długodystansowiec.
Wystąpił w biegu na 5000 metrów na mistrzostwach Europy w 1946 w Oslo, ale go nie ukończył.
Zdobył brązowy medal w tej konkurencji na Akademickich Mistrzostwach Świata (UIE) w 1947 w Pradze.
Był mistrzem Polski w biegu przełajowym w 1947, wicemistrzem w biegu na 5000 metrów w 1946 i w biegu przełajowym w 1948 oraz brązowym medalistą w biegu maratońskim w 1956. Zdobył również halowe wicemistrzostwo Polski w biegu na 3000 metrów w 1947 oraz brązowy medal w tej konkurencji w 1948.

## Rekordy życiowe[1]
| Konkurencja           | Data i miejsce                  | Wynik       |
| --------------------- | ------------------------------- | ----------- |
| bieg na 3000 metrów   | 30 sierpnia 1953, Warszawa      | 8:56,8      |
| bieg na 5000 metrów   | 8 czerwca 1947, Gdańsk          | 15:34,5     |
| bieg na 10 000 metrów | 7 maja 1957, Wałcz              | 32:07,8     |
| bieg na 20 000 metrów | 14 października 1856, Bydgoszcz | 1:10:13,0   |
| bieg maratoński       | 23 września 1956, Ostrów Wlkp.  | 2:43:36,6   |
| bieg godzinny         | 26 maja 1957, Gdańsk            | 18 092,85 m |

Miał wykształcenie średnie. W 1949 ukończył Liceum Zawodowe we Włocławku. Był z zawodu mistrzem wędliniarskim, pracował jako trener biegów długich w Kujawiaku Włocławek.